# Bob (biljna vrsta)
Bob (lat. Vicia faba) je jednogodišnja biljka iz porodice mahunarki (lat. Fabaceae), krupnih sjemenki, koja se koristi u prehrani slično kao grah.

## Opis
Bob je biljka nerazgranatih, šupljih, četvrtastih uspravnih stabljika, visoka do 1 m. Listovi su mesnati, plavičastozeleni s lisnom drškom, koja se produžava u zašiljeni vrh na kojem su 2 – 3 para sjedećih jajastih listića. Zalisci su krupni i srcoliki. Cvatovi su s 2 – 4 krupna leptirasta bijela i mirišljava cvijeta. Mahune su u početku uspravne, kasnije viseće. Na poprečnom presjeku su okrugle, dugačke od 8 do 20 cm i oko 1 – 2 cm široke. Mlade su zelene i zeljaste, a zrele tamnomrke, kožaste. Mahuna je iznutra pregrađena poprečnim zidovima, sadrži 2 – 7 graholikih do 3 cm velikih sjemenki.
Bob se uzgaja na vlažnim mjestima, na bogatom tlu. Sije se u drugoj polovini ožujka. Ubiranje zrna obavlja se kada većina mahuna sazri – pocrni. U našim se krajevima uglavnom bere i priprema još zelen.
Sorte se prema težini sjemenki dijele na:
- sitnosjemene (masa 1000 sjemenki 300 – 650 g)
- konjski bob (masa 1000 sjemenki 650 – 800 g)
- krupnosjemeni (masa 1000 sjemenki 800 – 1200 g)

Preko 100 varijeteta boba uzgaja se u Starom svijetu. U Sjevernoj Americi i Kanadi bob se relativno malo uzgaja.

## Upotreba
Bob se koristi kao povrće. U prehrani se koriste mlade mahune ili sjemenke, bogate hranjivim tvarima. 100 grama zrelog sirovog sjemena sadrži preko 25 grama bjelančevina, ugljikohidrate, vlakna i minerale.  Stabljika svježa ili silirana služi u ishrani stoke.

## Povijest
Ova mahunarka je bila uzgojena još u kasnom neolitiku, vjerojatno prvo u Alžiru ili u jugozapadnoj Aziji, kasnije u željeznom dobu, već je raširena diljem Europe. Bob je bio jedna od najvažnijih namirnica mediteranske civilizacije, posebno Starih Grka i Rimljana. Prije nego što je grah donesen iz Amerike u Europu, (prije 16., 17. stoljeća) variva slična onim koja se danas rade od graha, pripremana su od boba.
Danas se bob najviše uzgaja u: Kini, Etiopiji, Iranu, Egiptu i dr.
Bob je bogat aminokiselinom L-dopa, koja je prekursor dopamina pa se preporučuje kod oboljelih od Parkinsonove bolesti, jer njihov organizam slabo proizvodi dopamin.
U Hrvatskoj postoje manifestacije Dani boba i blitve na Braču i Fešta od boba u Kaštel Kambelovcu.

## Galerija
- Cvijet boba
- Zrele mahune boba
- Sjemenka boba u mahunama
- Sjemenke boba kao grickalice